# Янаки Стоилов
Янаки Боянов Стоилов е български юрист и политик.

## Биография
Янаки Стоилов е роден на 8 септември 1958 година във Велико Търново. Завършва специалност „Право“ в Юридическия факултет на Софийски университет „Св. Климент Охридски“, където е избран за доцент (2002) и професор по Теория на правото и Политология (септември 2018). Води лекции по Обща теория на държавата в Пловдивския университет, където е избран за професор през януари 2019 г. Доктор по право с дисертация на тема „Субективното право (същност, действие, видове)“ (1990). Основният му теоретичен труд е „Държавната власт“.
Янаки Стоилов е един от авторите на Конституцията на Република България от 1991 година.
Депутат е в VII велико народно събрание, XXXVI народно събрание, XXXVIII народно събрание, XXXIX народно събрание, XL народно събрание, XLI народно събрание. А в XLII народно събрание и XLIII народно събрание е заместник-председател. Служебен министър на правосъдието между май и октомври 2021 година. Назначен от президента Румен Радев за конституционен съдия с мандат 2021 – 2030 година.